# Foshan
Foshan (chiń. 佛山; pinyin Fóshān) – miasto o statusie prefektury w południowych Chinach.
Sąsiaduje z Kantonem, w zachodniej części delty Rzeki Perłowej. Jego nazwa oznacza Górę Buddy (klasztor zniszczono w 1391 roku).
W okresie panowania dynastii Ming i Qing ośrodek handlu i wyrobu ceramiki. W XIX wieku rozwój przemysłu stalowego. Obecnie w Foshan produkuje się połowę klimatyzatorów i lodówek świata. W mieście znajduje się metro i stacja kolejowa. Pochodzili stąd mistrzowie walki Wong Fei-hung i Yip Man.

## Miasta partnerskie
- Oakland, Stany Zjednoczone
- Aix-en-Provence, Francja
- La Possession, Francja
- Starogard Gdański, Polska
- Ingolstadt, Niemcy